# Santo Onofre e Serra do Bouro
Santo Onofre e Serra do Bouro (oficialmente, União das Freguesias de Caldas da Rainha - Santo Onofre e Serra do Bouro) é uma freguesia portuguesa do município de Caldas da Rainha, com 27,51 km² de área e 11 902 habitantes (censo de 2021). A sua densidade populacional é 432,6 hab./km².

## História
Foi criada aquando da reorganização administrativa de 2012/2013, resultando da agregação das antigas freguesias de  Santo Onofre e Serra do Bouro, com uma pequena alteração dos limites territoriais com vista a permitir a continuidade territorial da nova freguesia. Tem sede em Santo Onofre.

## Demografia
A população registada nos censos foi:
| Distribuição da População por Grupos Etários | Distribuição da População por Grupos Etários | Distribuição da População por Grupos Etários | Distribuição da População por Grupos Etários | Distribuição da População por Grupos Etários |
| -------------------------------------------- | -------------------------------------------- | -------------------------------------------- | -------------------------------------------- | -------------------------------------------- |
| Ano                                          | 0-14 Anos                                    | 15-24 Anos                                   | 25-64 Anos                                   | > 65 Anos                                    |
| 2001                                         | 2071                                         | 1596                                         | 6282                                         | 1546                                         |
| 2011                                         | 1877                                         | 1367                                         | 6725                                         | 1957                                         |
| 2021                                         | 1630                                         | 1299                                         | 6509                                         | 2464                                         |

À data da junção das freguesias, a população registada no censo anterior (2011) foi:
| Freguesia atual                                                          | Freguesia atual | Freguesia atual | Freguesias antigas | Freguesias antigas | Freguesias antigas |
| Freguesia                                                                | População       | Área (km²)      | Freguesia          | População (2011)   | Área (km²)         |
| ------------------------------------------------------------------------ | --------------- | --------------- | ------------------ | ------------------ | ------------------ |
| União das Freguesias de Caldas da Rainha - Santo Onofre e Serra do Bouro | 11 926          | 27,51           | Santo Onofre       | 11 223             | 9,21               |
| União das Freguesias de Caldas da Rainha - Santo Onofre e Serra do Bouro | 11 926          | 27,51           | Serra do Bouro     | 703                | 18,21              |